# Шпинель
Шпине́ль — минерал кубической сингонии, смешанный оксид магния и алюминия MgAl2O4. Бывает окрашен минеральными примесями в различные цвета: бурый, чёрный, розовый, красный, синий.
Название минерала заимствовано из немецкого языка; немецкое Spinell, по-видимому, происходит от латинского слова spinella — уменьшительное от spina — шип, колючка, что связано с характерной остроконечной формой кристаллов. Есть также версия, что Spinell происходит от греческого σπίν(ν)ος — зяблик — из-за сходства цвета. В средние века и позже шпинель носила название «лал», объединявшее сразу несколько драгоценных камней красного цвета, но прежде всего — именно шпинель.

## Свойства минерала
Характерными признаками шпинели является октаэдрический облик кристаллов и высокая твёрдость.
От других минералов своей группы шпинель отличается меньшим удельным весом и меньшей величиной параметра ячейки; от корунда — изотропностью и меньшей твёрдостью; от сходных гранатов — более интенсивной окраской в шлифах, более низкими значениями показателя преломления, меньшим удельным весом.

### Структура и морфология кристаллов
Кубическая сингония, пространственная группа — Fd3m. Гексоктаэдрический класс точечной группы — m3m. Кристаллы обычно октаэдрического, реже ромбо-додекаэдрического облика. Очень часты двойники по шпинелевому закону: двойниковая плоскость, часто оба индивида уплощены совершенно по (111); иногда двойники полисинтетические. Существуют срастания шпинели и магнетита. Выделения шпинели в магнетите часто образуют скелетные формы иногда рёберные пучки. Известны так же срастания с гематитом и слюдой.

### Физические свойства и физико-химические константы
Излом раковистый неровный до зернистого. Хрупкая. Твёрдость по шкале Мооса 7,5—8. Микротвёрдость 1378—1505 кГ/мм2 при нагрузке 100 г. Удельный вес 3,59—4,12. Кристаллы бывают окрашены минеральными примесями в различные сочные цвета: бурый, чёрный, розовый, красный, синий. В частности, окраску красных камней (так называемых рубинов-балэ) определяет присутствие ионов хрома (точно так же, как и в случае рубинов настоящих). Слегка желтоватый оттенок рубицеллов связан с присутствием примеси железа, а марганец приводит к появлению лилово-красного цвета. Блеск кристаллов шпинели яркий стеклянный. Некоторые разновидности считаются драгоценными камнями, носящими в продаже разнообразные названия, в зависимости от цвета, прозрачности и местности. Красный различных оттенков, зелёный, синий, чёрный, бесцветный. Некоторые синтетические шпинели с избытком, подобно александриту, меняют свою окраску с зелёной на фиолетово-красную при искусственном освещении. Черта белая. Прозрачна. При изоморфном замещении Mg на Zn, Fe3+. Mn2+ становится менее прозрачной. Иногда наблюдается астеризм, обусловленный наличием мельчайших включений, расположенных в направлениях осей второго порядка. Красная шпинель в ультрафиолетовых лучах люминесцирует ярко-красным цветом. Магнитность шпинелей зависит от примесей Fe, Co, Cr и V.

### Микроскопическая характеристика
В шлифах в проходящем свете бесцветна, светло-розовая, голубая, зелёная, бурая. Изотропна. Иногда со слабым аномальным двулучепреломлением. Искусственные шпинели, содержащие избыток Al2O3, обладают аномальным двулучепреломлением. Люминесценция обычно отсутствует, иногда бывает жёлто-зелёная, красная, оранжевая. Дисперсия 0,020.

### Химический состав
Теоретический состав: MgO — 28,34; Al2O3 — 71,66. Mg изоморфно замещается Fe2+, Zn, Mn2+, иногда в небольших количествах Co и Ni; Al замещается Fe3+и Cr3+. В некоторых шпинелях обнаружены в небольших количествах щёлочи и CaO. Содержание R2O иногда достигает 2,7 %. Главнейшими элементами-примесями шпинели являются кобальт, цинк, никель и марганец, для розовых и красных шпинелей характерны Cr и V, в незначительных количествах обнаруживается As, Pb, Ca, Ti, в ничтожных количествах, но постоянно содержатся Ga и Cu.

### Поведение при нагревании
Температура плавления шпинели 2135 °C. Нагревание шпинели до 900 °C приводит к неупорядоченному распределению атомов Mg и Al.

## Разновидности
Среди очень разнообразных разновидностей шпинели различают:
- Благородную шпинель — прозрачные кристаллы шпинели, окрашенные в красивые цвета (если густой красный — то называют рубиновая шпинель, если оранжево-красный — рубицелл, если розовый — рубин-балэ, если фиолетовый — восточный аметист), также благородной шпинелью можно назвать синюю шпинель (или сапфир-шпинель), шпинель с александритовым эффектом (при дневном свете она синяя, при свете лампы накаливания пурпурно-фиолетовая), а также голубую и зелёную шпинель. Главные месторождения благородной шпинели — острова Цейлон, Борнео, Индия. Благородная розовая шпинель добывается на высокогорном месторождении Кугеляль (Кух-и-лал) (Памир, Таджикистан).
- Обыкновенную шпинель, плеонаст или цейлонит — шпинель промежуточного состава между собственно шпинелью и герцинитом — (Mg,Fe)Al2O4. Удельный вес 3,7—4,4. Микротвёрдость 1,666—1,765 при нагрузке 100 г. Цвет темно зелёный до чёрного, реже сине-чёрный и тёмно-бурый. Температура плавления 1275—1360 °C. Разлагается от действия HF и H2SO4. Встречается часто, иногда в очень больших кристаллах. В России много плеонаста на Урале, в Шишимских и Назямских горах.
- Хромшпинели Хромовую шпинель — пикотит, чёрного цвета, часть алюминия замещена хромом.
- Ганит — цинковая шпинель, где магний замещён железом и цинком.
- Хлоршпинель — Mg(Al,Fe)2O4, промежуточная между шпинелью и магнезиоферритом; окраска ярко-зелёная.
- Аутомолит — промежуточная между шпинелью и ганитом[7].
- Суровик — шпинель фиолетового или синевато-серого цвета[8].

## Форма нахождения и месторождения
Самые известные месторождения красной шпинели — россыпи долины Могок в Мьянме, причём этот камень добывается там вместе с рубином, так как различить шпинель и рубин на глаз невозможно. Встречается в Шри-Ланке, Таиланде, Афганистане, Бразилии, Индии, Таджикистане.
Является главным образом высокотемпературным минералом. Шпинель типична для магнезиальных скарнов и других контактово-метасоматических пород.

Отмечена как акцессорная в различных горных породах, встречается в роговиках, гнейсах, среди осадочных пород и в россыпях. 
Обнаружена в хондрах метеорита Каба (Венгрия).

Наблюдается в качестве акцессорного минерала в основных, реже в кислых породах.

В породах габбро-диоритого состава встречена в ассоциации с магнетитом, флогопитом, тремолитом.
В магнезиальных скарнах образуется в магматическую стадию совместно с форстеритом, диопсидом, периклазом. В постмагматическую стадию замещается флогопитом; сопровождается минералами группы гумита, паргаситом, бруситом, нередко наблюдается с магнетитом и гипогенными боратами. К образованиям этого типа относят скарны Южной Якутии, Прибайкалья и Дальнего Востока и отчасти скарны железорудных месторождений Горной Шории. Характерно нахождение шпинели в месторождениях Южного Урала, генетически связанных с основными породами, шпинель встречается в ассоциации с андрадитом, магнетитом, хондродитом, хлоритом, реже со скаполитом, эпидотом, цоизитом, клиноцоизитом, актинолитом, тремолитом, роговой обманкой, везувианом, кальцитом. В контактовых роговиках шпинель менее распространена и встречается в различных ассоциациях с диопсидом, форстеритом, бруситом, антофиллитом, кордиеритом, корундом, периклазом. К образованиям этого типа относятся роговики Средней Азии и Японии. Благородная и голубая шпинели найдены в Мьянме, на Шри-Ланке, в Бразилии. В пустотах вулканических выбросов скарнированного известняка Монте-Соммы (Италия)  наблюдалась вместе со слюдой и везувианом.
Сколько-нибудь значительные месторождения благородной шпинели в России пока не установлены. Отдельные экземпляры её изумрудно-зелёной окраски были обнаружены в россыпях по реке Каменке в Кочкарском районе (Южный Урал); очевидно, она вместе с другими самоцветами образуется при разрушении распространённых в районе пегматитов. Затем были найдены шпинели розовой, синей и фиолетовой окраски в Прибайкалье в окрестностях Слюдянки. Изобильная вкрапленность крупных кристаллов чёрной шпинели (плеонаст) наблюдается с форстеритом и флогопитом в кальцифирах месторождений Гоновское, Канку и Каталах (Алдан, Якутия). Шпинель обнаружена в виде чёрных каёмок вокруг синего корунда с содалитом, плагиоклазом и биотитом в районе Лопарского перевала в Хибинах (Кольский полуостров). Крупное месторождение благородной розовой шпинели КухиЛал находится на Юго-Западном Памире (Таджикистан, близ границы с Афганистаном). Крупнейшие месторождения благородной красной шпинели известны на островах Шри-Ланка и Борнео (в золотоносных россыпях), а также в Мьянме, Таиланде, Афганистане и в других местах.

## Искусственное получение
Шпинель легко получается путём сплавления и спекания смесей соответствующих чистых окислов при 1400—1920 °C. Присутствие минерализаторов значительно снижает температуру её образования. Ювелирная разновидность шпинели синтезируется по методу Вернейля: чистые порошки Al2O3 и MgO после обработки пламенем гремучего газа при температуре 2500 °C расплавляются, расплав в виде капель падает на дно печи, где помещена тугоплавкая свечка с затравкой шпинели; постепенно вырастает монокристалл в виде бульки. Известно образование шпинели в шлаках, в магнезитовом кирпиче электроплавильной печи.
Шпинель образуется при нагревании мусковита, глауконита, монтмориллонита, бентонита, и хлорита выше 1000 °C, при сплавлении глины, боксита, или корунда с MgO соответственно при 1700, 1850, 2000 °C.

## Практическое значение
Окрашенные прозрачные разновидности шпинели используются как драгоценные камни. 
Искусственная шпинель применяется в качестве огнеупорного материала, устойчивая при действии расплавов материалов основного состава. 
Находит некоторое применение в керамике, а также в производстве устойчивых керамических красок.